# De Puta Madre (band)
De Puta Madre is een voormalige Belgische hiphopband uit Schaarbeek die in 1990 werd gevormd door rappers Rayer, Pee Gonzalez, Smimooz Exel en DJ Grazzhoppa. De teksten zijn in het Frans en het Spaans.

## Discografie
- 1994: Zorolerenarr (maxi-cd)
- 1995: La P.R.I.M.E.R.A. (maxivinyl)
- 1995: Une ball dans la tête (album)
- 1996: Esto es De Puta Madre (maxi-cd/vinyl)
- 1999: Vandal (maxi-cd/vinyl)
- 2000: Technik Stonic (album)
- 2002: Conectao (maxivinyl)